# Frigiliana
Das weiße Bergdorf Frigiliana liegt in Andalusien im Bezirk Axarquía der Provinz Málaga in Spanien. Das Dorf ist etwa 65 km östlich von Málaga und rund 7 Kilometer von Nerja entfernt und hat 3.310 Einwohner (Stand: 2024).
Frigiliana gehört zu den Orten der Provinz Málaga, in denen die ursprüngliche maurische Struktur des alten Ortskerns noch am besten erhalten ist. Hier findet man noch die typischen engen und mit Blumen und Verzierungen geschmückten Gassen und weißen Häuser, für welche die Region bekannt ist. Per Gemeindegesetz sind die Bewohner verpflichtet, ihre Häuser regelmäßig zu kalken. Frigiliana erhielt mehrfach die Auszeichnung „Schönstes Dorf von Andalusien“.
Der Ort liegt eingebettet auf den südlichen Steigungen der Sierra de Enmedio, die einen Teil der Sierra-de-Almijara-Berge bilden, der Grenzlinie zwischen den Provinzen von Málaga und Granada. Viele Stellen im Ort bieten einen Blick hinunter zum Mittelmeer.

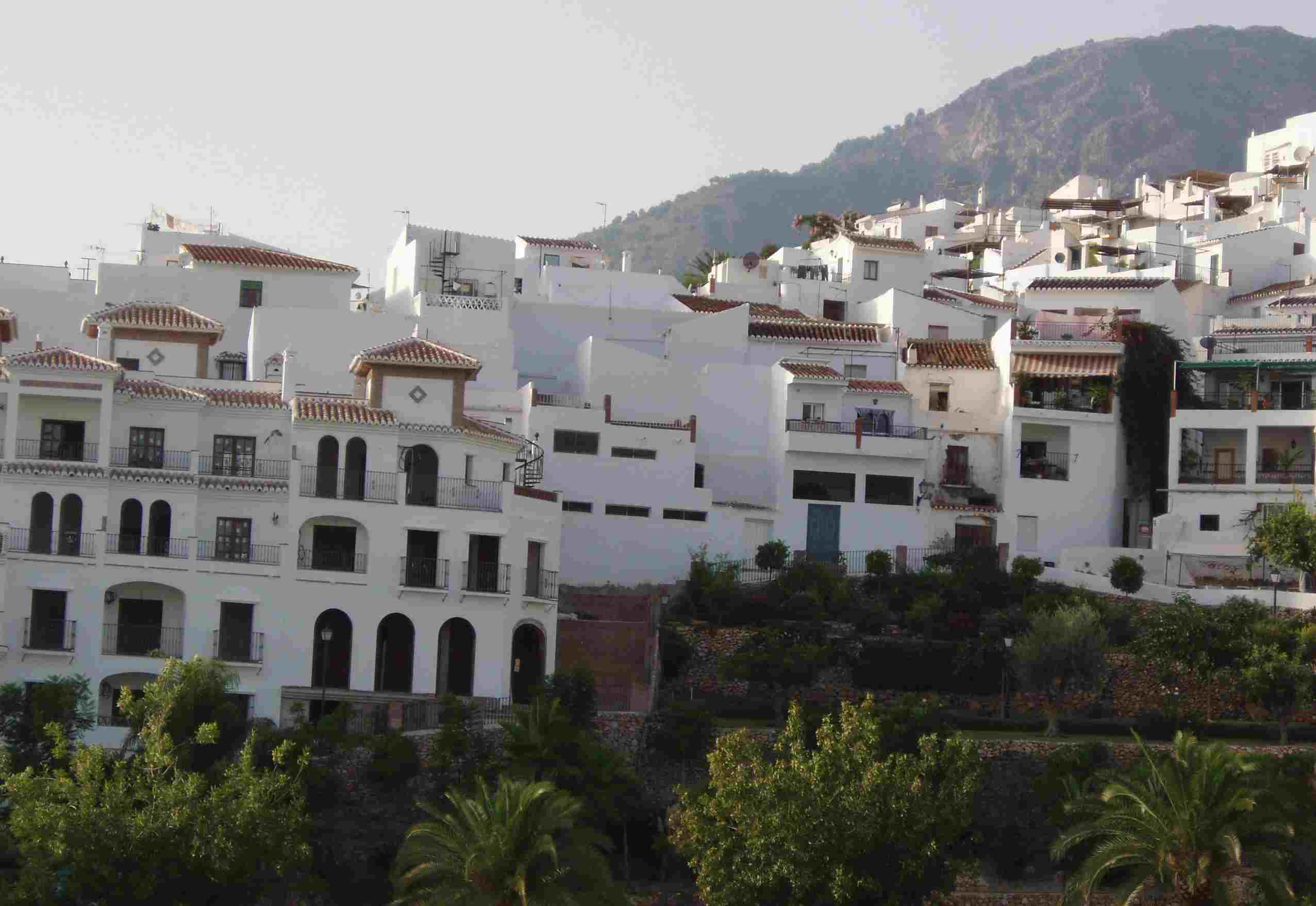
Weißes Dorf Frigiliana
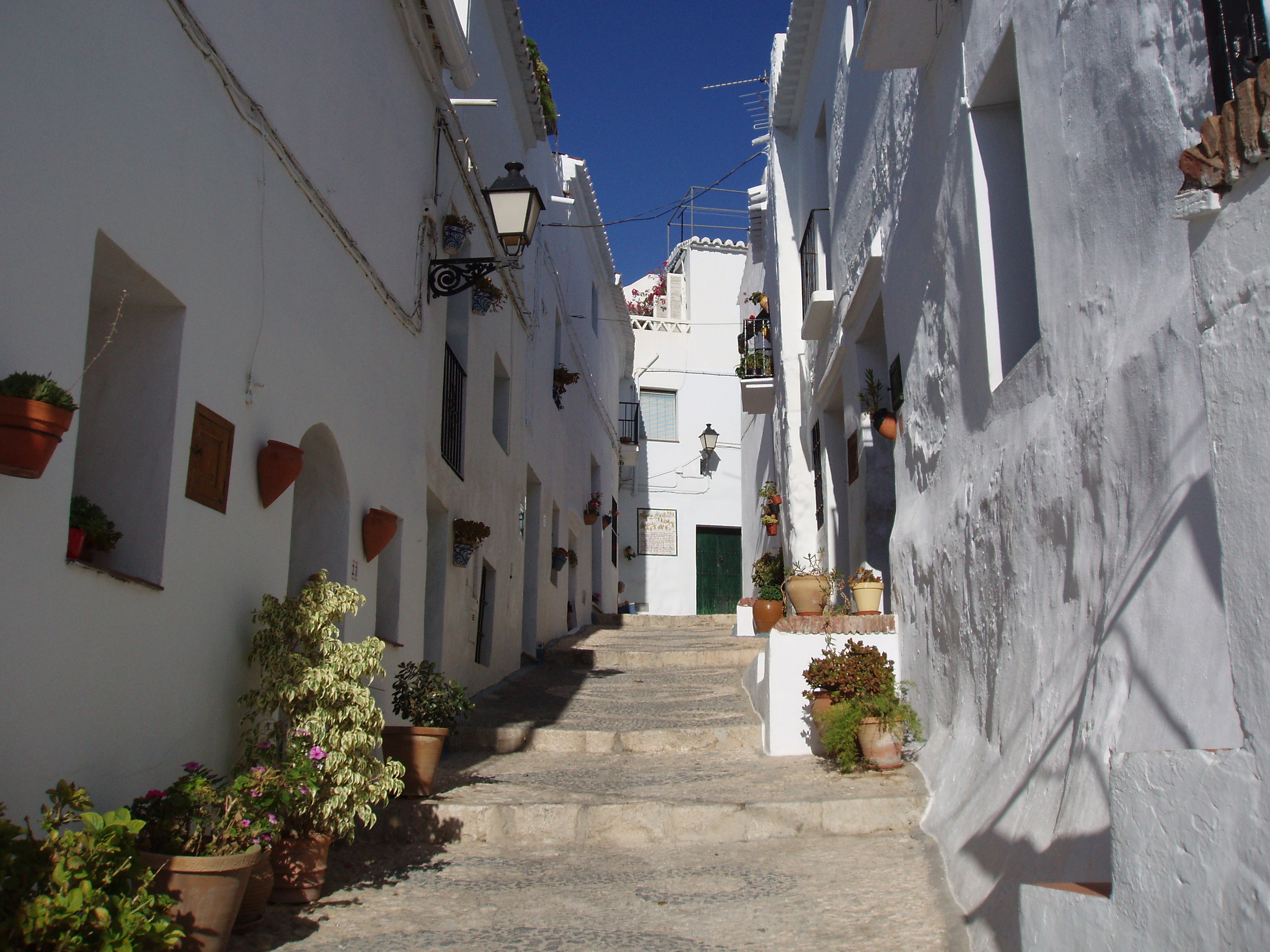
Gasse in Frigiliana
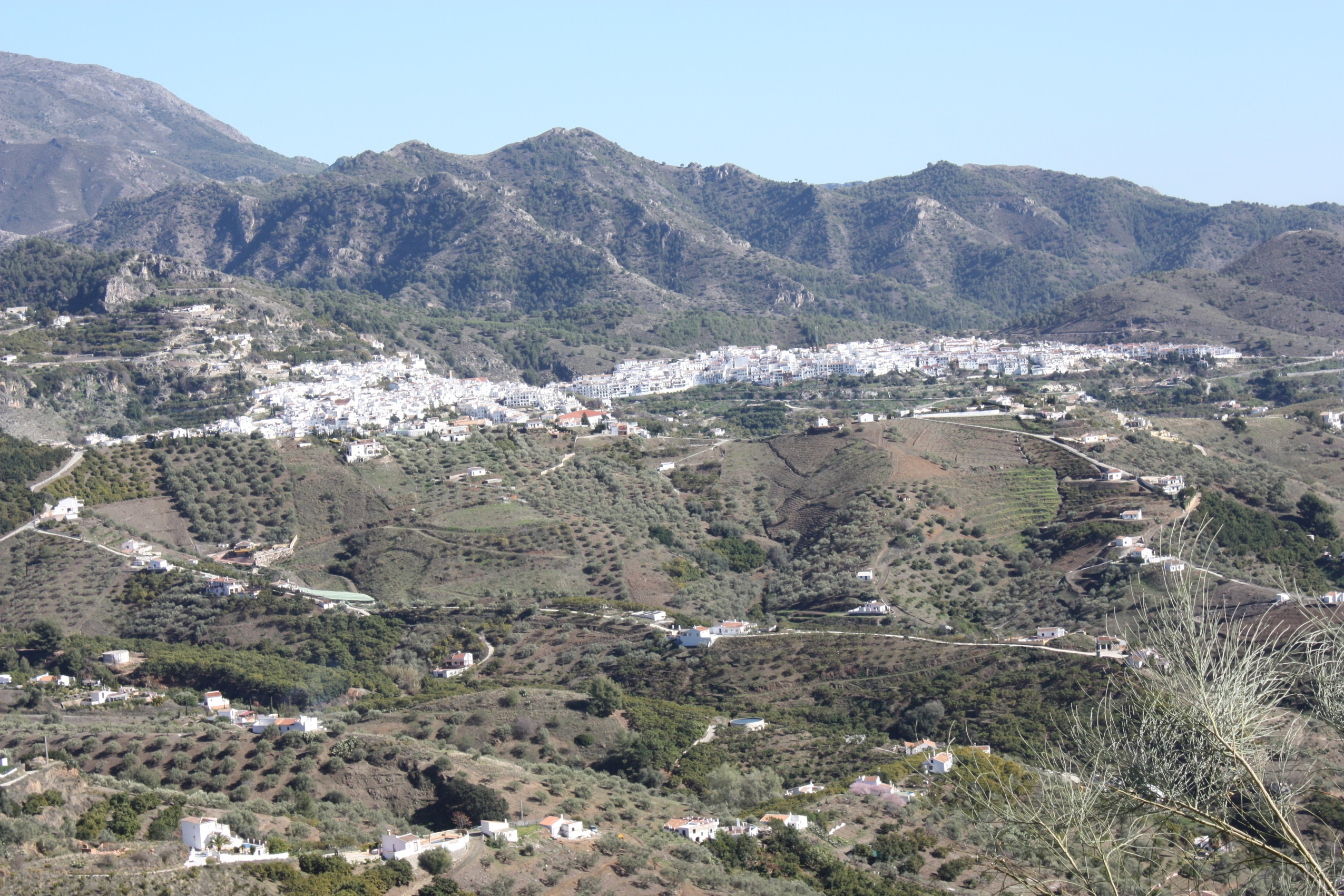
Blick auf Frigiliana